# Maya Werner
Maya Werner, född 26 april 2005, är en tysk simmare.

## Karriär
Vid EM 2024 i Belgrad var Werner en del av Tysklands lag som tog silver på 4×100 meter mixed medley. Hon erhöll även ett brons på 4×100 meter mixed frisim efter att ha simmat försöksheatet där Tyskland sedermera tog medalj.